# 1829
| 1829                        |
| --------------------------- |
| Dødsfald - Fødsler          |
| • Begivenheder • Litteratur |

| Gregoriansk kalender | 1829 MDCCCXXIX          |
| Ab urbe condita      | 2582                    |
| Armensk kalender     | 1278 ԹՎ ՌՄՀԸ            |
| Kinesiske kalender   | 4525 – 4526 戊子 – 己丑 |
| Etiopisk kalender    | 1821 – 1822             |
| Jødisk kalender      | 5589 – 5590             |
| Hindukalendere       |                         |
| - Vikram Samvat      | 1884 – 1885             |
| - Shaka Samvat       | 1751 – 1752             |
| - Kali Yuga          | 4930 – 4931             |
| Iransk kalender      | 1207 – 1208             |
| Islamisk kalender    | 1245 – 1246             |

Konge i Danmark: Frederik 6. 1808-1839
Se også 1829 (tal)

## Begivenheder

### Udateret
- Hans Christian Ørsted stifter Den Polytekniske Læreanstalt

### Juni
- 10. juni - første rokonkurrence nogensinde mellem Oxford og Cambridge afholdes med Oxford som vinder
- 23. juni - i Lund Domkirke laurbærkrones digteren Adam Oehlenschläger - Nordens digter

### September
- 14. september - Den russisk-tyrkiske krig (1828-1829) afsluttes med indgåelsen af Adrianopeltraktaten, hvorved Det Osmanniske Rige overlader kontrollen med store områder omkring Sortehavet og Balkan til Rusland
- 29. september - en engelsk politistyrke begynder at patruljere i London (Robert Peels 'bobbies'

- en illustration af konkurrencen mellem de 5 lokomotiver, der dystede om at køre på strækningen mellem Liverpool og Manchester

### Oktober
- 6. oktober - fem lokomotiver konkurrerer om at blive valgt til at køre på strækningen Liverpool-Manchester. George Stephensons Rocket vinder

### December
- 4. december - den indiske skik "suttee" med at en enke følger sin ægtefælle i døden forbydes

## Født
- 21. januar – Oscar 2. af Sverige, konge af Sverige og Norge (død 1907).
- 19. marts – C. F. Tietgen, dansk finansmand (død 1901).
- 19. december – Christen Berg, dansk politiker. (død 1891).
- 30. december – Johan Vilhelm Beck, dansk præst og Indre Missionsformand. (død 1901)
- 26. februar – Levi Strauss, grundlæggeren bag Levi´s.(død 1902)

## Dødsfald
- 28. juni – Rasmus Nyerup, dansk litteraturhistoriker (født 1759).